# 이보 (래퍼)
이보는 대한민국의 가수다. 2010년 EP 《Wear My Illjeanz》로 데뷔했다.

## 방송
- 쇼미더머니 5 (2016) - Top42